# Robert J. Cava

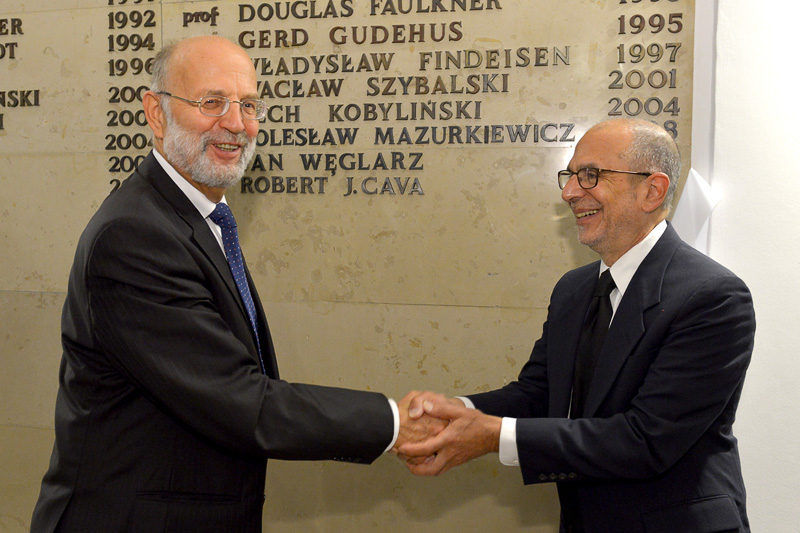
Prof. Robert J. Cava oraz rektor Politechniki Gdańskiej prof. Henryk Krawczyk podczas odsłonięcia tablicy z nazwiskami doktorów honoris causa

Robert J. Cava (ur. 1951) – amerykański chemik, profesor Princeton University. Zajmuje się syntezą nowych materiałów nieorganicznych.

## Kariera naukowa
W 1974 roku ukończył inżynierię materiałową na Massachusetts Institute of Technology. Doktorat na tej samej uczelni obronił w 1978 roku. Przez kilkanaście lat pracował w Bell Labs. W 1996 przeniósł się na Princeton University, gdzie założył własne laboratorium Cava Lab. W latach 1999–2002 pełnił funkcję dyrektora Princeton Materials Institute, a od 2004 do 2010 roku był dziekanem Wydziału Chemicznego.
W kręgu jego naukowych zainteresowań leżą relacje między chemią, strukturą krystaliczną, właściwościami elektrycznymi i magnetycznymi związków nieorganicznych. Jest odkrywcą kilkudziesięciu nowych związków nadprzewodnikowych, w tym: rodziny nadprzewodzących borowęglików, nadprzewodników wysokotemperaturowych, zarówno na bazie tlenku miedzi, jak i na bazie arsenku żelaza. Jest również znany jako odkrywca jednych z pierwszych topologicznych izolatorów.
Wyniki swoich badań publikował w następujących czasopismach naukowych: Nature, Nature Physics, Nature Materials czy Science (razem 56 prac). W czasie swojej kariery naukowej uzyskał 25 patentów, wydał około 700 publikacji, a jego prace cytowane były ponad 40 tysięcy razy (z indeksem Hirscha przekraczającym 100 punktów). Thomson Reuters umieścił profesora Cavę pośród 1% najczęściej cytowanych fizyków.
Wśród nagród i wyróżnień, które otrzymał można wyszczególnić: Nagrodę Humboldta, Nagrodę Royal Society of Chemistry, nagrody American Chemical Society i American Physical Society, Wulff Award in Materials Science.

W 2014 roku, w czasie jubileuszu 110-lecia uczelni, Politechnika Gdańska przyznała mu tytuł doktora honoris causa.
Do jego współpracowników należą naukowcy z Europy i Japonii. Wielu z nich kontynuuje samodzielne badania na uczelniach takich jak Stanford, Rice, Johns Hopkins University czy Politechnika Gdańska.

## Życie prywatne
Jest fanem New York Yankees. Pasjonuje się astronomią oraz domowym piwowarstwem.